# 大塚健一
大塚 健一（おおつか けんいち）は、大分県出身の日本の整体師。びわ温熱きゅうの権威。びわ温熱療法と手技療法、手技整体の施術とその指導をしている。元新日本プロレス社長の藤波辰爾や、元大関の千代大海の施術の担当経験がある。2004年には、社会文化功労賞を受賞した。乳がんや、くも膜下出血後遺症などの治療、完治に務めた。

## 来歴
- 1984年（昭和59年) - びわ無憂扇きゅう医療機器を開発 。
- 1985年（昭和60年） - 厚生労働省より医療機器承認 。
- 1986年（昭和61年） - 大分市中央町に施術所を開設。セラミック仕様の医療器を開発 。
- 1994年（平成6年） - 厚生労働省より医療機器承認。「全国無憂扇友の輪」を創設 。
- 1998年（平成10年） - 玖珠研修センター設立 。
- 2003年（平成15年） - 大分市上宗方にびわきゅう健康広場開設。
- 2004年（平成16年） - 日本文化振興会より『社会文化功労賞』を受賞 。
- 2007年（平成19年） - 健笑友の輪を創設。
- 2008年（平成20年） - 健笑友の輪総本部を福岡県朝倉市杷木林田に移す。
- 大分県大分市に施術所、健康の里を設立。